# Edoardo Leo
Edoardo Leo (nascido em 21 de abril de 1972) é um ator, diretor e roteirista italiano.

## Vida e carreira
Nascido em Roma, Leo, que é graduado em literatura e filosofia pela Universidade de Roma "La Sapienza", começou a frequentar cursos de atuação desde cedo e fez sua estreia como profissional em 1995, no telefilme La luna rubata. Teve seu papel revelação em 2003, interpretando Marcelo na série televisiva Un medico in famiglia.
Em 2009, Leo estreou como roteirista e diretor com o filme de estrada Diciotto anni dopo, o qual lhe rendeu prêmios em vários festivais internacionais de cinema, uma indicação em David di Donatello de melhor novo diretor e uma indicação ao Nastro d'Argento na mesma categoria. Em 2014 recebeu o prêmio Nino Manfredi nas premiações do Silver Ribbon. Seu filme de 2015, Noi e la Giulia, ganhou o David di Donatello na categoria "juventude" e o Nastro d'Argento de melhor filme de comédia.

## Filmografia selecionada
- Dentro la città (2004)
- Diciotto anni dopo (2009, diretor e roteirista)
- Buongiorno papà (2013, diretor e roteirista)
- La mossa del pinguino (2013, roteirista)
- Tutta colpa di Freud (2014)
- Ti ricordi di me? (2014, roteirista)
- Smetto quando voglio (2014)
- Noi e la Giulia (2015, diretor e roteirista)
- Loro chi? (2015)
- Perfetti sconosciuti (2016)
- La Dea Fortuna (2019, ator)